# توشیهیرو یاشیبا
توشیهیرو یاشیبا (انگلیسی: Toshihiro Yashiba؛ زادهٔ ۲ اکتبر ۱۹۷۱) یک هنرپیشه اهل ژاپن است.